# Pik Avgevicha
Der Pik Avgevicha (englische Transkription von russisch Пик Авгевича Pik Awgewitscha) ist ein Berg in der Orvinfjella des ostantarktischen Königin-Maud-Lands. Im Conradgebirge ragt er aus dem Gebirgskamm Sandegga auf.
Russische Wissenschaftler benannten ihn.